# Nyctemera stresemanni
Nyctemera stresemanni là một loài bướm đêm thuộc phân họ Arctiinae, họ Erebidae.